# (315365) 2007 VB
(315365) 2007 VB (inne oznaczenie K07V00B) – planetoida należąca do głównego pasa planetoid.

## Odkrycie
2007 VB została odkryta 1 listopada 2007 roku przez uczniów Gimnazjum Miejskiego w Sierpcu pracujących pod kierunkiem Józefa Urbańskiego. Odkrycia dokonali M. Urbański, P. Stańczak i B. Zieliński w ramach Międzynarodowej Kampanii Poszukiwania Asteroid (International Asteroid Search Campaign), w której szkoła bierze udział. Uczniowie analizują otrzymane zdjęcia fragmentów nieba, na których przy pomocy specjalnego oprogramowania poszukują obiektów poruszających się na tle gwiazd. Nazwa planetoidy jest oznaczeniem tymczasowym.
2007 VB okrąża Słońce w ciągu 3 lat i 219 dni w średniej odległości 2,34 j.a.